# 범계중학교
범계중학교(凡溪中學校)는 대한민국 경기도 안양시 동안구 호계동에 있는 공립 중학교이다.

## 학교 연혁
- 1991년 3월 11일 : 범계중학교 설립인가 (13학급)
- 1992년 2월 28일 : 교실 40실 준공 (교실 34, 기타 6)
- 1992년 3월 1일 : 개교
- 1992년 3월 1일 : 초대 서유선 교장 취임
- 1992년 3월 5일 : 제1회 519명 입학
- 2021년 3월 1일 : 제10대 방용호 교장 취임
- 2024년 1월 16일 : 제32회 309명 졸업(누계 14,336명)
- 2024년 3월 4일 : 제35회 신입생 238명 입학

## 참고 자료
- 범계중학교 - 한국교육학술정보원 학교알리미